# Faunis taraki
Faunis taraki är en fjärilsart som beskrevs av Henry Maurice Pendlebury 1933. Faunis taraki ingår i släktet Faunis och familjen praktfjärilar. Inga underarter finns listade i Catalogue of Life.